# 알렉산더 가울란트

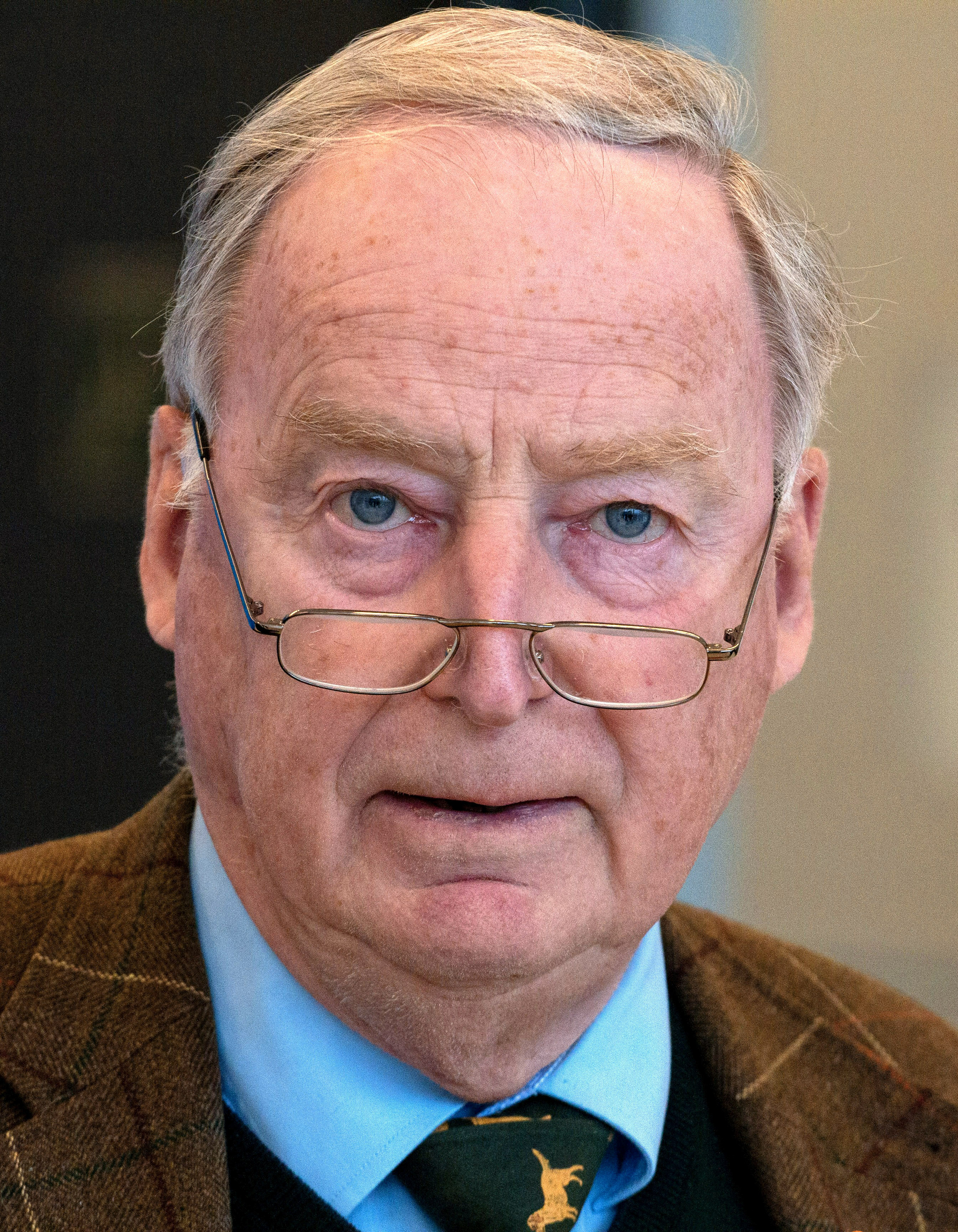
알렉산더 가울란트

에베르하르트 알렉산더 가울란트(독일어: Eberhardt Alexander Gauland, 1941년 2월 20일 ~ )는 독일의 언론인, 법조인, 정치인으로 2017년 9월 이래 독일을 위한 대안(AfD)의 원내대표이며, 2017년 12월부터 2019년 11월까지 공동대표를 역임했다. 2017년 9월 이래 국회의원이다. AfD 창립인 중 한 명인 그는 2013년부터 2017년까지 AfD 브란덴부르크 주당위원장을 지냈으며, 2017년부터 2019년까지 연방 대변인을 맡은 바 있다.